# Berkheim
Berkheim település Németországban, azon belül Baden-Württembergben. Lakosainak száma 3247 fő (2023. december 31.). Berkheim Tannheim és Kirchdorf an der Iller községekkel határos.

## Népesség
A település népessége az elmúlt években az alábbi módon változott:
| Lakosok száma | 1498 | 1534 | 1739 | 1889 | 2101 | 2403 | 2558 | 2652 | 2667 | 3247 |
|               | 1961 | 1967 | 1974 | 1980 | 1987 | 1993 | 2000 | 2006 | 2013 | 2023 |